# Донецька обласна рада
Донецька обласна рада — представницький орган місцевого самоврядування, що представляє спільні інтереси територіальних громад сіл, селищ, міст, у межах повноважень, визначених Конституцією України, Законом України «Про місцеве самоврядування в Україні» й іншими законами, а також повноважень, переданих їм сільськими, селищними, міськими радами.
Обласна рада складається з депутатів, обирається населенням Донецької області терміном на п'ять років. Рада обирає постійні і тимчасові комісії. Обласна рада проводить свою роботу сесійно. Сесія складається з пленарних засідань і засідань її постійних комісій.

## Депутати, склад депутатських фракцій і постійних комісій

### VI (XVI) скликання
Список депутатів обласної ради VI скликання (з 2010 р.) складає  осіб.
Діють чотири фракції:
- Партія регіонів
- "Сильна Україна"
- Аграрна партія України
- Комуністична партія України

Створено чотирнадцять постійних комісій.

## Голови Донецького обласного виконавчого комітету
1. Налімов Михайло Миколайовичч — 29 липня — вересень 1932 р.
2. Чувирін Михайло Євдокимович — 19 вересня 1932 — березень 1933 рр.
3. Іванов Микола Геннадієвич — березень 1933 − липень 1937 рр.
4. Всеволожський Володимир Всеволодович — липень − листопад 1937 рр.
5. Шпильовий Петро Іванович — листопад 1937 — червень 1938 рр. в.о., червень 1938 - травень 1939 рр.
6. Гайовий Антон Іванович — червень — серпень 1939 рр. в.о., серпень 1939 - грудень 1940 рр.
7. Решетняк Пилип Несторович — грудень 1940 — 9 квітня 1941 рр. в.о., 9 квітня - 26 жовтня 1941 рр., вересень 1943 - березень 1944 рр.,
8. Струєв Олександр Іванович — квітень — червень 1944 рр. в.о., червень 1944 - липень 1947 рр.
9. Алишев Микола Федорович — липень 1947 — червень 1949 рр.
10. Співак Марк Сидорович — червень 1949 — серпень 1950 рр.
11. Кременицький Віктор Олександрович  — серпень 1950 — березень 1954 рр.
12. Адамець Данило Іванович — березень 1954 - травень 1956 рр.
13. Благун Микола Григорович — серпень 1956 - березень 1959 рр.
14. Грідасов Дмитро Матвійович — березень 1959 - січень 1963 рр., січень 1963 - грудень 1964 рр.(промислового), грудень 1964 - липень 1982 рр.
15. Миронов Василь Петрович — липень — жовтень 1982 рр.
16. Статінов Анатолій Сергійович — жовтень 1982 — грудень 1987 р.
17. Кучеренко Віктор Григорович — грудень 1987 — 25 серпня 1989 р.
18. Смірнов Юріий Костянтинович — 25 серпня 1989 — 3 квітня 1990 р., 20 грудня 1990 - квітень 1992 р.
19. Шелудченко Володимир Ілліч — 11 квітня — 20 грудня 1990 р.

## Голови Донецької обласної ради
1. Смірнов Юрій Костянтинович — 20 грудня 1990 — квітень 1992
2. Петренко Олексій Іванович — квітень — 2 серпня 1992
3. Чупрун Вадим Прокопович — 12 листопада 1992 — липень 1994,
4. Щербань Володимир Петрович — 10 липня 1994 — 4 жовтня 1996
5. Пономарьов Іван Дмитрович — 4 жовтня 1996 — 14 травня 1999
6. Янукович Віктор Федорович — 14 травня 1999 — 14 травня 2001
7. Колесніков Борис Вікторович — травень 2001 — квітень 2005, 4 серпня 2005 — 25 квітня 2006
8. Близнюк Анатолій Михайлович — травня — 4 серпня 2005 в.о., 26 квітня 2006 — 15 квітня 2010
9. Шишацький Андрій Володимирович — 15 квітня 2010— 12 липня 2011
10. Федорук Андрій Михайлович — липень 2011 — 4 серпня 2011 в.о., 4 серпня 2011 — 3 березня 2014
11. Шишацький Андрій Володимирович — 3 березня 2014 — 9 квітня 2014